# Geum elatum
Acomastylis elata là loài thực vật có hoa trong họ Hoa hồng. Loài này được (Wall. ex G. Don) F. Bolle mô tả khoa học đầu tiên năm 1933.